# Ливни, Ципи
Ци́пи Ли́вни (ивр. ציפי לבני‎; полное имя: Ципора Малка Ливни, ивр. ציפורה מלכה לבני‎; род. 8 июля 1958, Тель-Авив) — израильский юрист и государственный деятель, бывший заместитель главы правительства и министр иностранных дел. Член кнессета, бывший лидер партии «Кадима» (2008—2012).

## Биография
Ципи родилась в семье Сары Розенберг и Эйтана Ливни, выходцев из Гродно (ныне Республика Беларусь), репатриировавшихся (эмигрировавших) в Эрец-Исраэль в 1925 году. Отец Ципи — Эйтан Ливни — был членом кнессета 8-го, 9-го и 10-го созывов.
Ливни окончила юридический факультет Университета имени Бар-Илана, получив степень бакалавра. После учёбы проходила военную службу в Армии обороны Израиля. Уволилась в запас в звании лейтенанта. С 1980 по 1984 год служила в «Моссаде». Затем в течение 10 лет возглавляла собственную адвокатскую фирму, занимаясь частной адвокатской практикой. В 1996 году, когда ей не удалось стать членом кнессета, Ливни была назначена Биньямином Нетаньяху генеральным директором управления государственных предприятий. Она отвечала за приватизацию правительственных корпораций и монополий.
В 1999 году была избрана в кнессет от партии «Ликуд». Ливни была членом комитета по конституции, праву и юстиции, комитета по проблемам статуса женщин, главой подкомитета по подготовке закона о предотвращении отмывания денег. В 2001 году в правительстве Ариэля Шарона была министром развития периферии, министром без портфеля, после чего получила должность министра сельского хозяйства.
В 2003 году после создания второго правительства Шарона, Ливни назначена министром репатриации и абсорбции. В 2004 году назначена, также и министром строительства вместо Эфи Эйтама. После ухода из правительства партии «Шинуй», стала также министром юстиции вместо Йосефа (Томи) Лапида.
Ливни присоединилась к партии «Кадима» в конце 2005 года, сразу же после её создания. 18 января 2006 года, после ухода Сильвана Шалома, стала министром иностранных дел в правительстве Эхуда Ольмерта.
4 мая 2006 года Ливни заняла пост вице-премьера. С ноября 2006 года по февраль 2007 года временно исполняла обязанности министра юстиции Израиля. 2 мая 2007 года совместно с лидером парламентской фракции партии «Кадима» Авигдором Ицхаки выступила с требованием отставки Ольмерта с поста лидера «Кадимы» и премьер-министра Израиля по обвинению в провале Второй ливанской войны.
17 сентября 2008 года на выборах председателя правящей партии «Кадимы» Ципи Ливни была официально признана победителем. Она набрала 43,1 % голосов против 42 % у её главного противника министра транспорта Шауля Мофаза. 22 сентября 2008 года президент Израиля Шимон Перес поручил Ципи Ливни сформировать новое правительство.
26 октября Ципи Ливни отказалась сформировать новое правительство, поскольку ей не удалось заручиться поддержкой большинства депутатов кнессета. Это повлекло за собой досрочные выборы в кнессет, которые состоялись 10 февраля 2009 года и на которых «Кадима» получила 28 мест из 120, на один мандат больше, чем «Ликуд». Однако и в этом случае ей не удалось заручиться большинством рекомендаций, и 20 февраля Шимон Перес поручил формирование правительства главе «Ликуд» Биньямину Нетаньяху.
28 марта 2012 года Ливни проиграла внутрипартийные выборы председателя Шаулю Мофазу, который значительно опередил её, получив 61,7 % голосов избирателей. После проигрыша Ципи Ливни заявила о своем уходе из кнессета, однако отметила, что не останется в стороне от общественной жизни Израиля. Многие израильские политики выразили сожаление об уходе Ципи Ливни. В частности, Шели Яхимович, лидер партии «Авода», сказала: «Я огорчена уходом Ципи Ливни из кнессета. Между нами есть идеологические разногласия … но нет сомнения в том, что речь идет о человеке честном и достойном, женщине, которая приобрела большой государственный, да и международный опыт».
26 ноября 2012 года Ливни объявила о создании нового политического движения под названием «Ха-Тнуа» («Движение»). К ней присоединились четыре члена кнессета от партии Кадима.
2 декабря 2014 года отправлена в отставку с поста министра юстиции (вместе с Яиром Лапидом).
31 марта 2015 года вернулась в кнессет в составе блока Сионистский лагерь, который занял второе место на выборах 17 марта 2015 года, получив 24 мандата.
1 января 2019 года, накануне выборов в кнессет 21-го созыва Ави Габай, лидер партии Авода объявил о расформировании блока. После того, как опросы общественного мнения показали, что у партии «Ха-тнуа» нет шансов на преодоление электорального барьера, 18 февраля 2019 года Ципи Ливни объявила об уходе из политики и об отказе партии принимать участие в выборах.

## Семейное положение
Замужем за владельцем рекламного агентства Нафтали Шпицером, имеет двух сыновей, оба сына являются кадровыми офицерами подразделений специального назначения Армии обороны Израиля.